# Orthosia cerasus
Orthosia cerasus là một loài bướm đêm trong họ Noctuidae.